# 長野県立中野高等学校
もしかして
- 長野県中野高等学校

ではありませんか？